# اجمل احمدی
اجمل احمدی (زاده ۱۸ اپریل ۱۹۷۸) کارگزار و سیاست‌مدار افغان-آمریکایی است که در حوزه‌های مدیریت بانک مرکزی، سیاست‌های اقتصادی و توسعه فعالیت داشته است. او دارای دو مدرک کارشناسی ارشد از دانشگاه هاروارد در رشته‌های مدیریت بازرگانی و اداره عمومی با گرایش توسعه بین‌الملل است. احمدی پیش از بازگشت به افغانستان در سال ۲۰۱۴، در زمینه‌های توسعه اقتصادی و سرمایه‌گذاری در ایالات متحده فعالیت می‌کرد.
او به‌عنوان سرپرست بانک مرکزی افغانستان و سرپرست وزارت صنعت و تجارت این کشور خدمت کرد و در دورهٔ تصدی خود تلاش‌هایی برای تثبیت اقتصاد کلان و اجرای اصلاحات اقتصادی انجام داد. با این حال، دوران مدیریت او با چالش‌ها و انتقاداتی از سوی برخی کارشناسان و فعالان اقتصادی همراه بود.
پس از سقوط دولت افغانستان به‌دست طالبان در سال ۲۰۲۱، احمدی کشور را ترک کرد و از آن زمان در کنفرانس‌ها و رسانه‌های بین‌المللی به بیان دیدگاه‌های خود دربارهٔ اقتصاد و سیاست افغانستان پرداخته است..